# عبد الناصر زيد
عبد الناصر محمد توفيق زيد (5 نوفمبر 1968) هو صيدلي، وأستاذ جامعي فلسطيني. عُين رئيسًا لجامعة النجاح الوطنية ابتداءً من 4 سبتمبر 2021.

## حياته
وُلد عبد الناصر زيد بتاريخ 5 نوفمبر 1968. حصل على شهادة الثانوية العامة في الفرع العلمي من مدرسة ذكور سيلة الظهر الثانوية جنوب جنين عام 1987.
في 28 يونيو 2021، أعلن مجلس أمناء جامعة النجاح الوطنية عن قراره بتعيين عبد الناصر زيد ابتداءً من الفصل الأول للعام الدراسي 2021 - 2022 رئيسًا للجامعة خلفًا للدكتور ماهر النتشة.
في 1 أبريل 2024، شُكل مجلس إدارة المجلس الأعلى للإبداع والتميز للمرة الثالثة، وعينه الرئيس محمود عباس عضوًا فيه ولا يزال.